# Coturnicops
Coturnicops är ett släkte med fåglar i familjen rallar inom ordningen tran- och rallfåglar. Släktet omfattar två arter med utbredning i två skilda områden, dels lokalt i Kanada och norra USA, dels i Sibirien och Manchuriet:
- Ussuridvärgrall (C. exquisitus)
- Gul dvärgrall (C. noveboracensis)

Tidigare inkluderades även vitprickig dvärgrall (Laterallus notatus) i släktet, men genetiska studier visar att den är närmare närbesläktad med en grupp rallar i Laterallus, däribland svart dvärgrall (L. jamaicensis). 